# 維京擴張

地图显示了8世纪（深红色）、9世纪（红色）、10世纪（橙色）來自斯堪的纳维亚的人所建立的定居點的範圍。黄色表示11世纪被诺曼人征服的地区。绿色表示遭受维京人袭击的地区

维京人的扩张是指历史上古诺斯人探险家、商人以及勇士在几乎整个北大西洋的航行、探索与殖民。作为强盗，商人和殖民者，他们的足迹南至北非，东至俄罗斯，在地中海远达君士坦丁堡和中东。在西方，红胡子埃里克的后代莱夫·埃里克松带领维京人到达了北美，并在今天的纽芬兰地区的兰塞奥兹牧草地建立了定居点，但未能长期立足。他们也在格陵兰、冰岛、法罗群岛、俄罗斯、不列颠、爱尔兰、诺曼底建立了长期的定居点。

## 词源
“维京”一词是指所有诺斯殖民者还是仅仅指代其中的强盗是有争议的。

## 动机
历史学家对维京人扩张的动机有很大争议。
有学者认为维京人最初可能是为了从外部岛屿获得女人而进行航行和劫掠。 11世纪的历史学家Dudo of Saint-Quentin在半幻想著作《诺曼史》第一次提出了这个论述。 
有权力且富有的维京男性喜欢拥有多名妻妾，而这种多偶制导致了普通的维京人找不到合适的妻子。他们因此不得不从事危险的活动来得到财富和权力以获取合适的配偶。  维京男人经常通过购买或捕捉的方式获取妻子和妾。 多偶制增加了雄雄竞争的压力，形成了大量的光棍，他们更愿意冒险以提升地位和获取性资源。  据 Annals of Ulster，821年维京人洗劫了一个爱尔兰村庄并“带走了大量女人作为俘虏”。
另一种理论认为，维京人是为了寻求报复欧洲大陆过去对维京以及维京相关群体的侵略， 尤其是查理大帝的基督教传教运动，其传教方式是杀死所有拒绝受洗的人。 支持这个论述的人指出，基督教在斯堪的纳维亚的渗透造成严重的冲突并让挪威陷入长达一个世纪的分裂。 
尽管有这个说法，维京人最初的劫掠对象却并非法兰克王国，而是英格兰的修道院。据历史学家 Peter Sawyer, 修道院被抢劫是因为他们是财富聚集地，并且家有余粮，而非任何宗教原因。

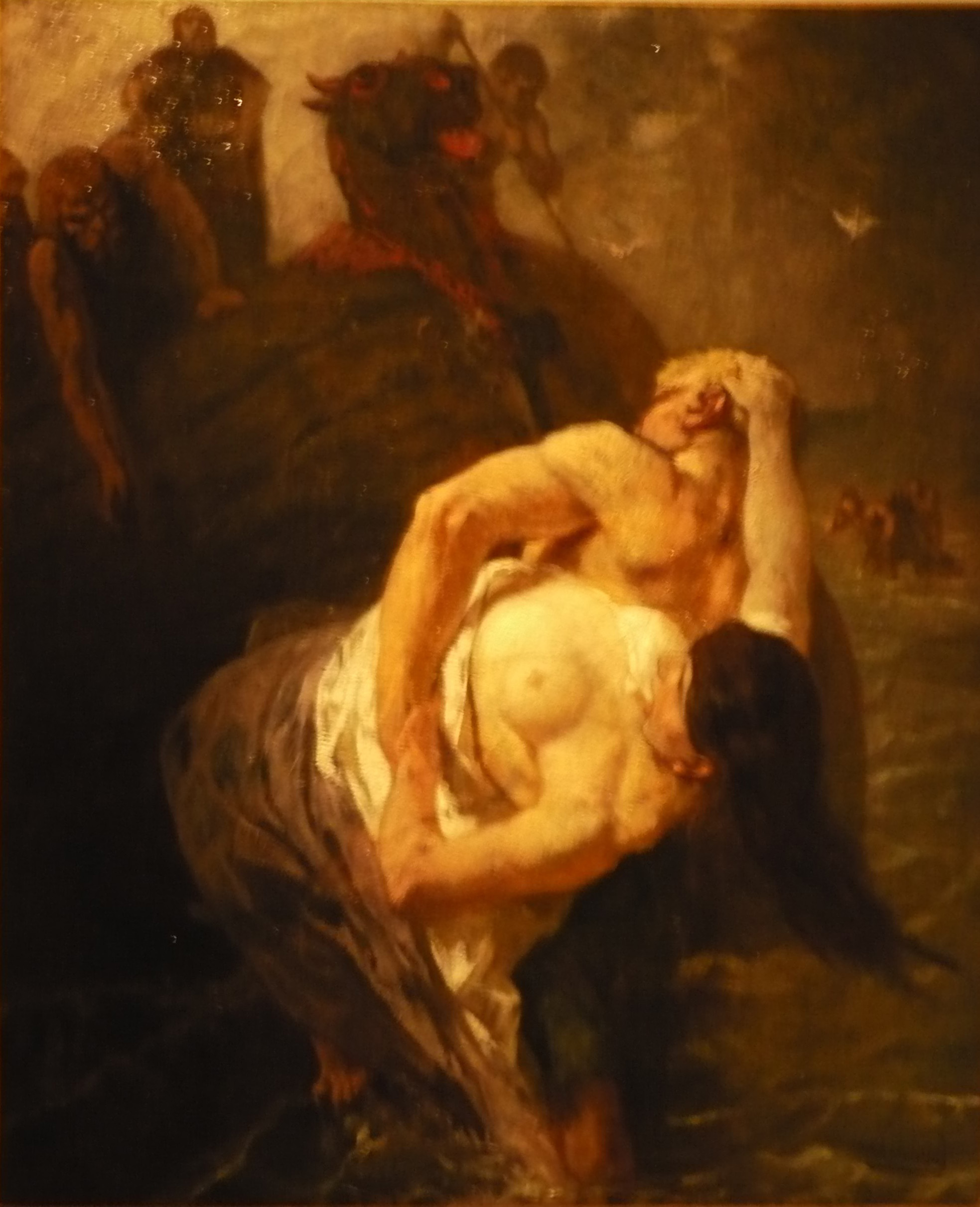
描绘了维京人正在掳走一个女人。维京男人从经常在抢劫之后绑架外国女人作为妻子或妾。作者是19世纪法国画家Évariste Vital Luminais。

还有一种解释是当时维京的人口已经超出土地的农业承载极限。在耕地紧张的挪威西部，这能说的过去，但是斯堪的纳维亚其它地区不太可能会有饥荒。 
有些学者支持另外一种观点，扩张是来自青年膨胀:通常由长子继承所有财富的制度令更小的儿子们不得不通过移民和抢劫来致富。Peter Sawyer指出大部分维京人移民是为了“拥有更多的土地”，而不是因为“没土地没法生存”。
尽管有以上各种理论，这个时期并没有人口膨胀或者农业产出萎缩的确切证据。也不清楚为什么这种扩张是指向海外而不是斯堪的纳维亚半岛广袤的无人森林区，可能是相比清理森林来得到一个农作物生长时间有限的区域，移民或者海上劫掠更加有利可图。
扩张还有可能是因为商路的变更。西欧和欧亚大陆之间的贸易可能在5世纪罗马帝国失去西方省份之后遭到重创，而7世纪伊斯兰的扩张将资源引向了丝绸之路，或许减少了欧洲的贸易机会。 维京扩张开始的时候正是地中海贸易处于最低水平的时期。 扩张在阿拉伯人和法兰克人的土地上开辟了新的商路，并且在法兰克人击溃了弗里西亚舰队后让维京人控制了之前由弗里西亚人控制的市场。
维京人在席卷欧洲扩张中，一个最重要的目的就是获取以及交易白银。 时至今日卑尔根和都柏林依然是白银生产的中心。 加洛韦宝藏是维京时代用来交易的白银的一个典型。

## 人口分布

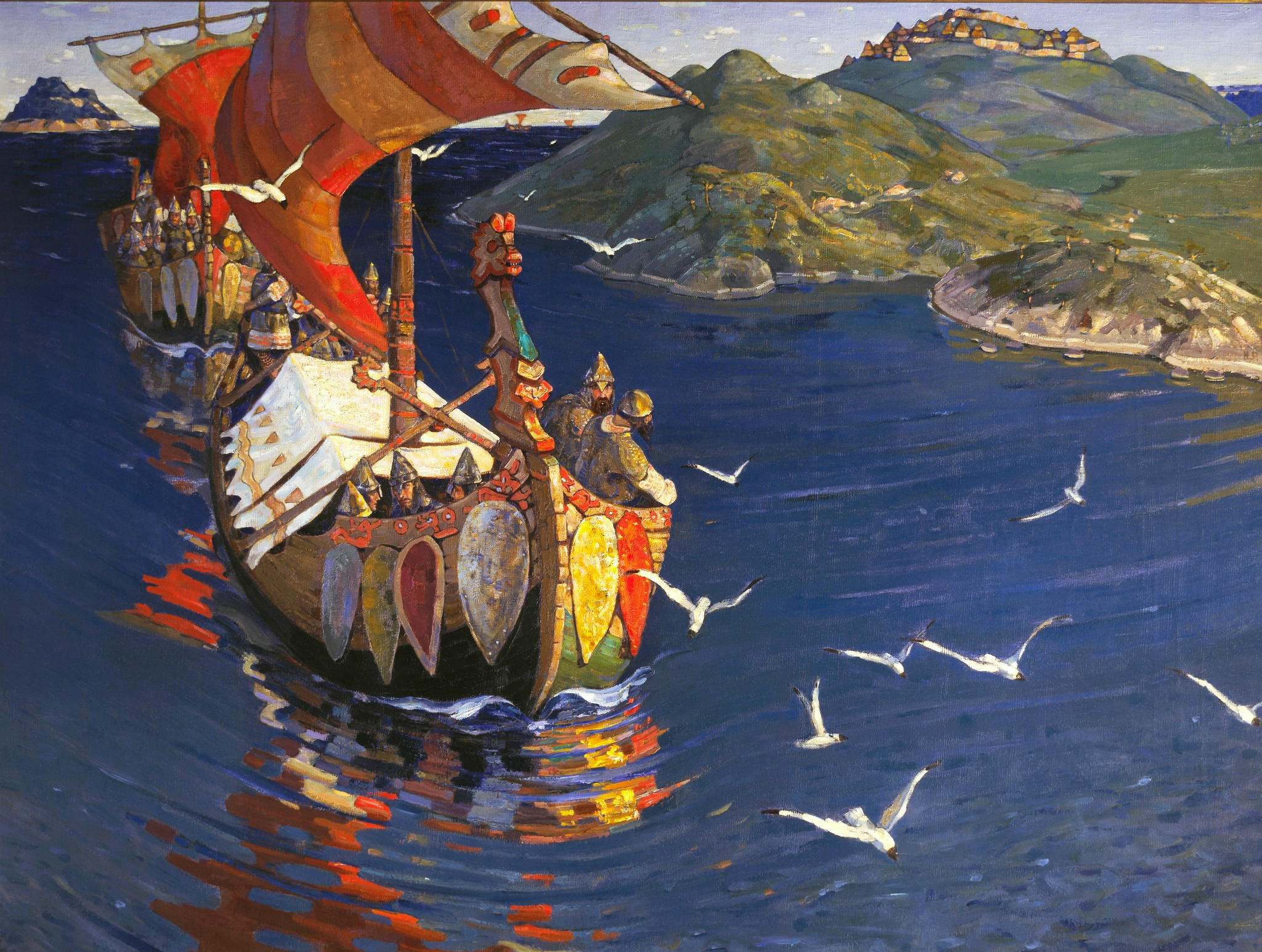
海外来客 (1901) 作者 Nicholas Roerich, 展现了一次维京突袭. (Varangians in Rus')

维京人在爱尔兰和不列颠的定居点主要由男性组成，但是也有一些坟墓考古发掘表现出男女数量同等的情况。这可能是因为归类方法的不同。早期的考古学主要靠陪葬品断定性别，而现代考古依赖骨科特征推测性别，并用同位素分析来确定起源（一般情况下无法做DNA取样）。
马恩岛这一时期的墓葬显示，男性多数拥有诺斯人名字而女性拥有土著名字。在最初定居冰岛时的古老记载中，提到了爱尔兰和不列颠女人，表明维京探险者有来自不列颠群岛的女性作伴，她们是自愿还是被胁迫不得而知。在西部的岛屿以及斯凯岛的基因学研究也显示维京定居点主要是由维京男性和本地女性组成的。
但也并非所有的维京定居点都是由男性建立。在设得兰群岛的基因学研究发现，到达这个区域的移民家庭单位，一般同时有维京男人和女人。
可能的原因是，设得兰群岛这样靠近斯堪的纳维亚的区域，适合家庭移民。而更北部和更西部的边疆定居点更适合未婚男性殖民者。